# Козли (Більський повіт)
Козли (Кузли, пол. Kozły) — село в Польщі, у гміні Більськ-Підляський Більського повіту Підляського воєводства. Населення — 52 особи (2011).

## Історія
Вперше згадуються в XVII столітті.
У 1975—1998 роках село належало до Білостоцького воєводства.

## Демографія
Демографічна структура станом на 31 березня 2011 року:
|          | Загалом | Допрацездатний вік | Працездатний вік | Постпрацездатний вік |
| -------- | ------- | ------------------ | ---------------- | -------------------- |
| Чоловіки | 28      | 1                  | 15               | 12                   |
| Жінки    | 24      | 1                  | 1                | 22                   |
| Разом    | 52      | 2                  | 16               | 34                   |